# Heloisa
Heloisa (1100 nebo 1101 – 16. května 1164 v klášteře Le Paraclet u Nogent-sur-Seine), fr. Héloïse d'Argenteuil [eloi:z daržantöj] byla manželka Pierra Abélarda a abatyše cisterciáckého kláštera.

## Životopis
Heloisa byla pravděpodobně dcera šlechtičny a pozdější představené kláštera Fontevrault, Hersendis de Champagne. Jméno jejího otce není známé. Již krátce po svém narození přišla Heloisa do benediktinského kláštera Notre-Dame d'Argenteuil. Jejím opatrovníkem se stal strýc Fulbert, kanovník a podjáhen u katedrály Notre Dame v Paříži.
Někdy v období 1116/1117 Heloisa poznala filozofa Petra Abélarda. Abélard byl učitelem na Pařížské univerzitě a byl požádán, aby se stal domácím učitelem Heloisy. Oba společně navázali intimní vztah, který ovšem po určité době vyšel najevo. Abélard poslal těhotnou Heloisu tajně do Le Pallet, kde se jim narodil syn Astralabius.
V roce 1118 se Heloisa na Abélardovo přání vrátila zpět do Paříže, aby uzavřeli sňatek a vyhnuli se tak skandálu. Avšak ještě téhož roku nechal Fulbert Abélarda vykastrovat. Ten zmrzačení přežil a odešel jako mnich do kláštera Saint-Denis. Heloisa musela odejít do kláštera v Notre-Dame d'Argenteuil, ve kterém strávila dětství. Od roku 1123 byla pravděpodobně představená tohoto kláštera, dokud opat Suger klášter roku 1129 nezrušil.

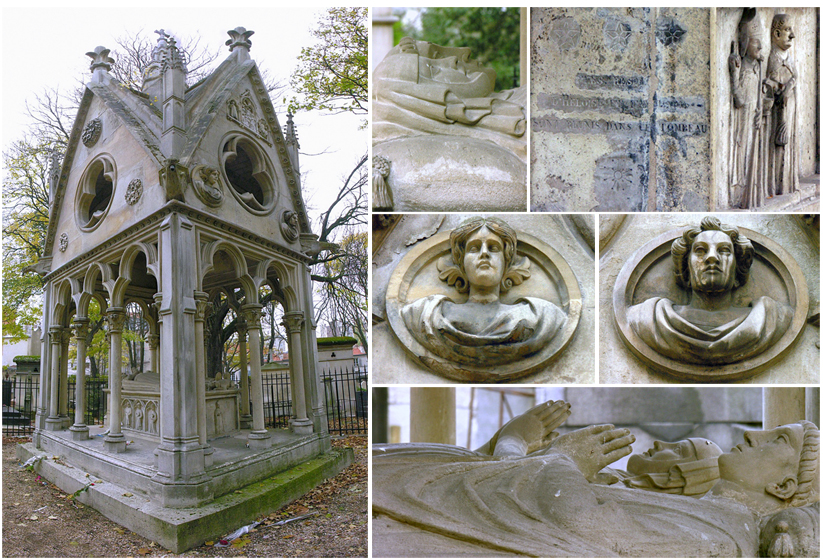
Hrobka na hřbitově Père-Lachaise

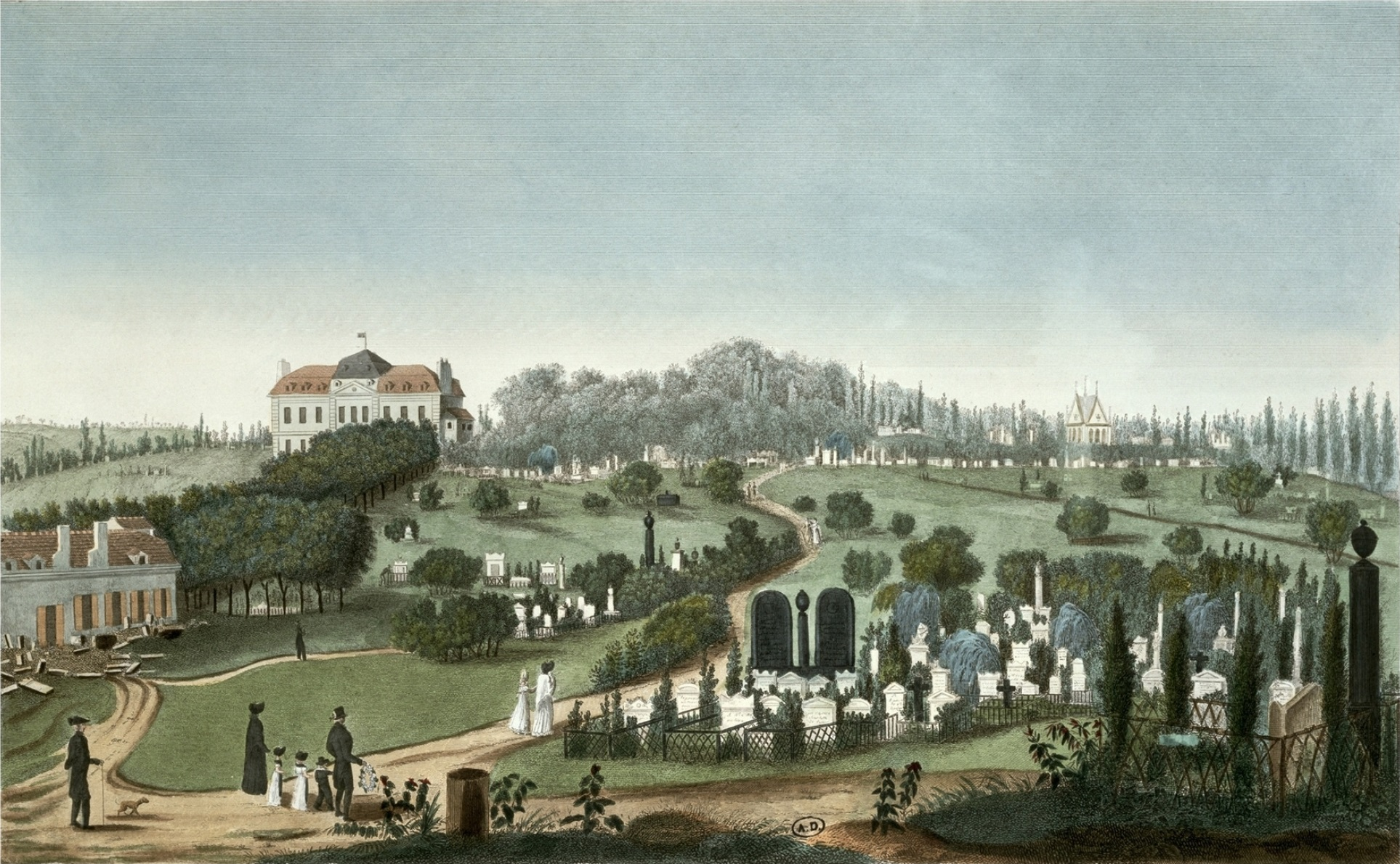
Hřbitov Père-Lachaise v roce 1815, tehdy anglický park s hrobkou Héloïse a Pierra Abélarda vpravo nahoře. Pierre Courvoisier

Tehdy po více než deseti letech se oživil kontakt mezi Heloisou a Abélardem. Jeptišky ze zrušeného kláštera nalezly opuštěnou poustevnu Le Paraklet u Nogent-sur-Seine, kde založily nový klášter podle benediktinské řehole. Abélard zůstal s Heloisou a jejím klášterem až do své smrti v písemném styku. Jejich vzájemná korespondence ukazuje mj. obraz středověké společnosti. Heloisa se ve svých dopisech ukazuje nejen jako žena neobyčejné mysli, ale v písemném projevu i jako nadaná spisovatelka, což oceňovali již jejich současníci, např. Abélardův odpůrce Hugo Metellus (1080–1150).
V roce 1131 papež Inocenc II. přijal klášter Le Paraklet pod přímou papežskou správu, nicméně Abélarda odsoudil o deset let později na koncilu v Sens jako kacíře. V roce 1142 Petr Abélard zemřel a clunijský opat Petr Ctihodný o něco později nechal Abélardovy ostatky přenést do kláštera Le Paraklet. O 22 let později v roce 1164 zemřela i Heloisa a byla pohřbena vedle svého manžela Abélarda v kapli Petit Moustier.
V roce 1792 za Velké francouzské revoluce byl klášter zrušen a téměř kompletně zničen. V roce 1817 byla na pařížském hřbitově Père-Lachaise postavena novogotická hrobka, kam byly ostatky Heloisy a Abélarda přeneseny.